# Rieussec
Pour les articles homonymes, voir Rieussec (homonymie).
Rieussec (en occitan : Riu-sec) est une commune française située dans le sud-ouest du département de l'Hérault, en région Occitanie.
Exposée à un climat méditerranéen, elle est drainée par le Thoré, le Briant, le ruisseau de Rieussec, le ruisseau de la Valette et par divers autres petits cours d'eau. Incluse dans le parc naturel régional du Haut-Languedoc, la commune possède un patrimoine naturel remarquable : un site Natura 2000 (les « causses du Minervois ») et une zone naturelle d'intérêt écologique, faunistique et floristique.
Rieussec est une commune rurale qui compte 82 habitants en 2022, après avoir connu un pic de population de 916 habitants en 1831.

## Géographie

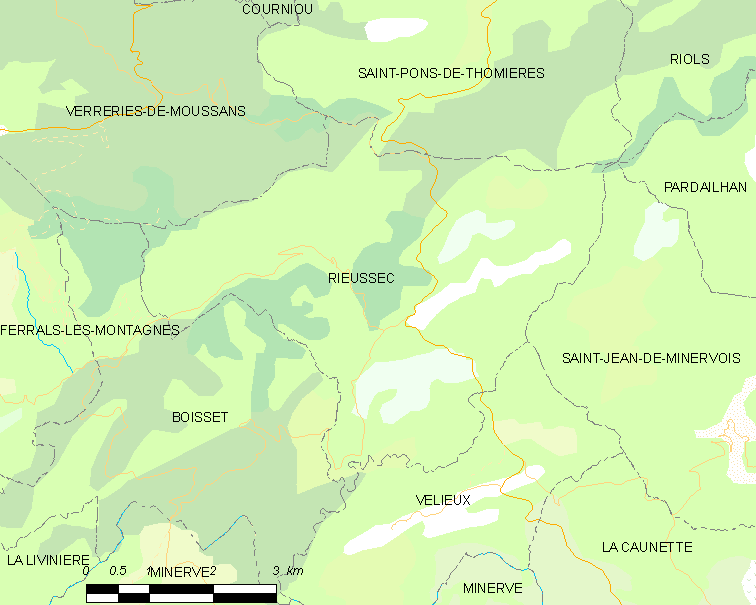
Carte

### Communes limitrophes
|         | Saint-Pons-de-Thomières | Riols, Pardailhan (point quintuple) |
| Boisset | Rieussec                | Saint-Jean-de-Minervois             |
|         | Vélieux                 |                                     |

### Climat
Pour des articles plus généraux, voir Climat de l'Occitanie et Climat de l'Hérault.
En 2010, le climat de la commune est de type climat méditerranéen altéré, selon une étude s'appuyant sur une série de données couvrant la période 1971-2000. En 2020, Météo-France publie une typologie des climats de la France métropolitaine dans laquelle la commune est exposée à un climat méditerranéen et est dans la région climatique  Provence, Languedoc-Roussillon, caractérisée par une pluviométrie faible en été, un très bon ensoleillement (2 600 h/an), un été chaud (21,5 °C), un air très sec en été, sec en toutes saisons, des vents forts (fréquence de 40 à 50 % de vents > 5 m/s) et peu de brouillards.
Pour la période 1971-2000, la température annuelle moyenne est de 11,4 °C, avec une amplitude thermique annuelle de 15,1 °C. Le cumul annuel moyen de précipitations est de 1 121 mm, avec 10,3 jours de précipitations en janvier et 4,4 jours en juillet. Pour la période 1991-2020, la température moyenne annuelle observée sur la station météorologique la plus proche, située sur la commune de Saint-Jean-de-Minervois à 8 km à vol d'oiseau, est de 15,1 °C et le cumul annuel moyen de précipitations est de 751,8 mm,. Pour l'avenir, les paramètres climatiques de la commune estimés pour 2050 selon différents scénarios d'émission de gaz à effet de serre sont consultables sur un site dédié publié par Météo-France en novembre 2022.

### Milieux naturels et biodiversité

#### Espaces protégés
La protection réglementaire est le mode d’intervention le plus fort pour préserver des espaces naturels remarquables et leur biodiversité associée,.
Un  espace protégé est présent sur la commune : 
le parc naturel régional du Haut-Languedoc, créé en 1973 et d'une superficie de 307 184 ha, qui s'étend sur 118 communes et deux départements. Implanté de part et d’autre de la ligne de partage des eaux entre Océan Atlantique et mer Méditerranée, ce territoire est un véritable balcon dominant les plaines viticoles du Languedoc et les étendues céréalières du Lauragais,.

#### Réseau Natura 2000

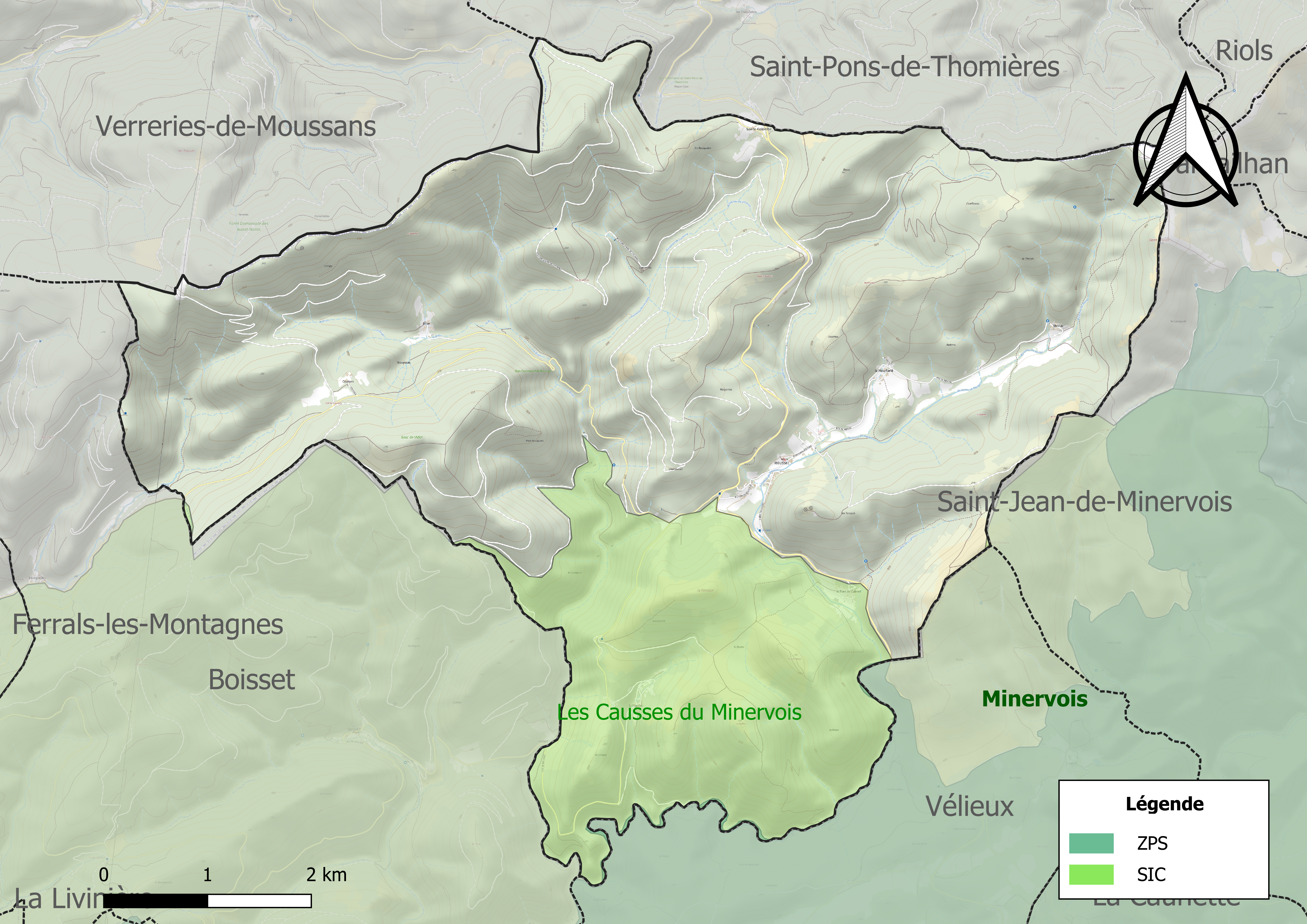
Site Natura 2000 sur le territoire communal.

Le réseau Natura 2000 est un réseau écologique européen de sites naturels d'intérêt écologique élaboré à partir des directives habitats et oiseaux, constitué de zones spéciales de conservation (ZSC) et de zones de protection spéciale (ZPS).
Un site Natura 2000 a été défini sur la commune au titre de la directive habitats : « les causses du Minervois », d'une superficie de 21 805 ha, importants pour la conservation des gîtes et zones de chasse des chauves-souris cavernicoles que sont le Rhinolophe euryale, le Minioptère de Schreibers et le Murin de Capaccini.

#### Zones naturelles d'intérêt écologique, faunistique et floristique

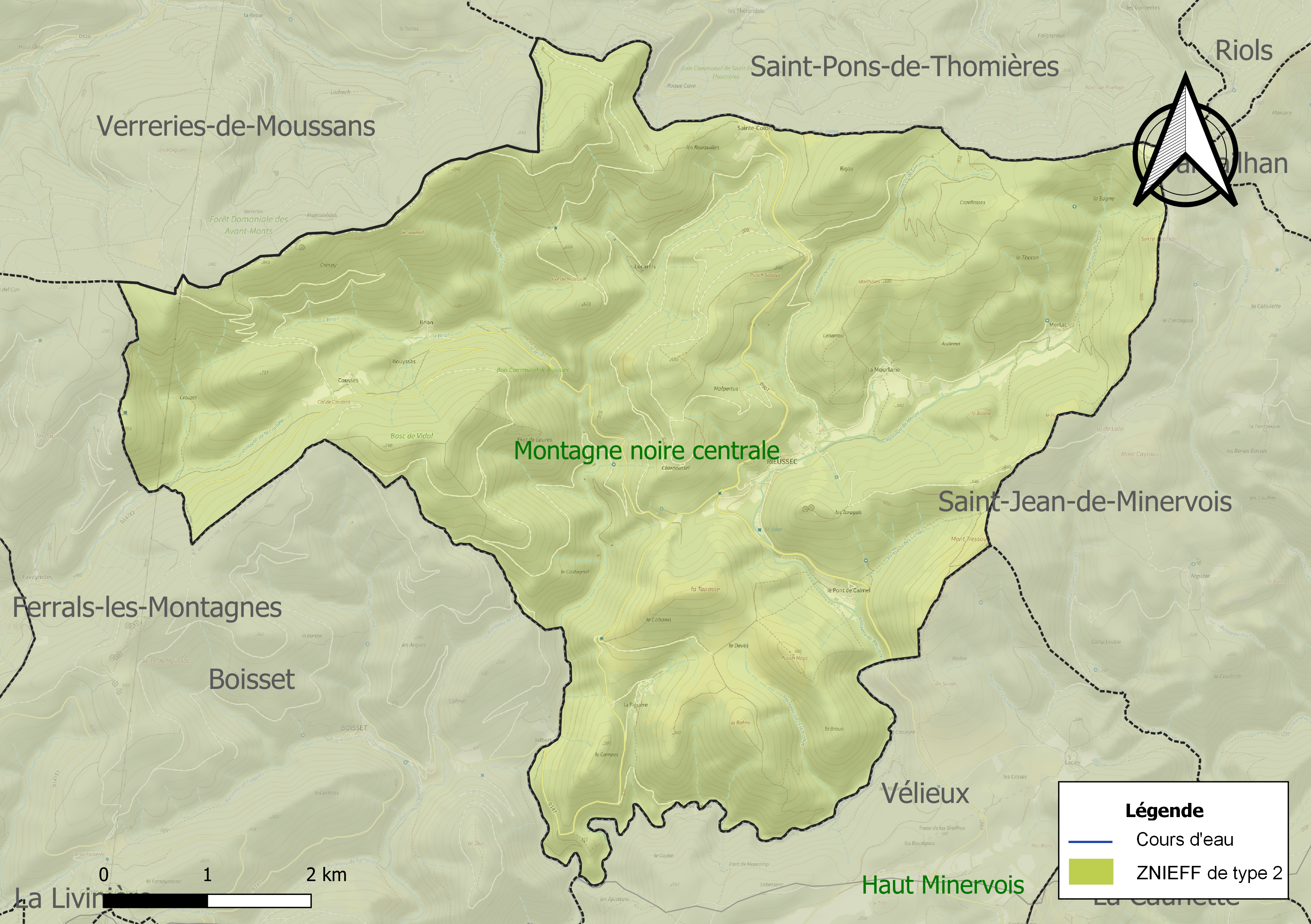
Carte de la ZNIEFF de type 2 localisée sur la commune.

L’inventaire des zones naturelles d'intérêt écologique, faunistique et floristique (ZNIEFF) a pour objectif de réaliser une couverture des zones les plus intéressantes sur le plan écologique, essentiellement dans la perspective d’améliorer la connaissance du patrimoine naturel national et de fournir aux différents décideurs un outil d’aide à la prise en compte de l’environnement dans l’aménagement du territoire.
Une ZNIEFF de type 2 est recensée sur la commune :
la « montagne noire centrale » (34 724 ha), couvrant 27 communes du département.

## Urbanisme

### Typologie
Au 1er janvier 2024, Rieussec est catégorisée commune rurale à habitat très dispersé, selon la nouvelle grille communale de densité à sept niveaux définie par l'Insee en 2022.
Elle est située hors unité urbaine et hors attraction des villes,.

### Occupation des sols
L'occupation des sols de la commune, telle qu'elle ressort de la base de données européenne d’occupation biophysique des sols Corine Land Cover (CLC), est marquée par l'importance des forêts et milieux semi-naturels (96,8 % en 2018), une proportion identique à celle de 1990 (96,8 %). La répartition détaillée en 2018 est la suivante : 
forêts (87,1 %), espaces ouverts, sans ou avec peu de végétation (7,4 %), zones agricoles hétérogènes (3,2 %), milieux à végétation arbustive et/ou herbacée (2,3 %). L'évolution de l’occupation des sols de la commune et de ses infrastructures peut être observée sur les différentes représentations cartographiques du territoire : la carte de Cassini (XVIIIe siècle), la carte d'état-major (1820-1866) et les cartes ou photos aériennes de l'IGN pour la période actuelle (1950 à aujourd'hui).

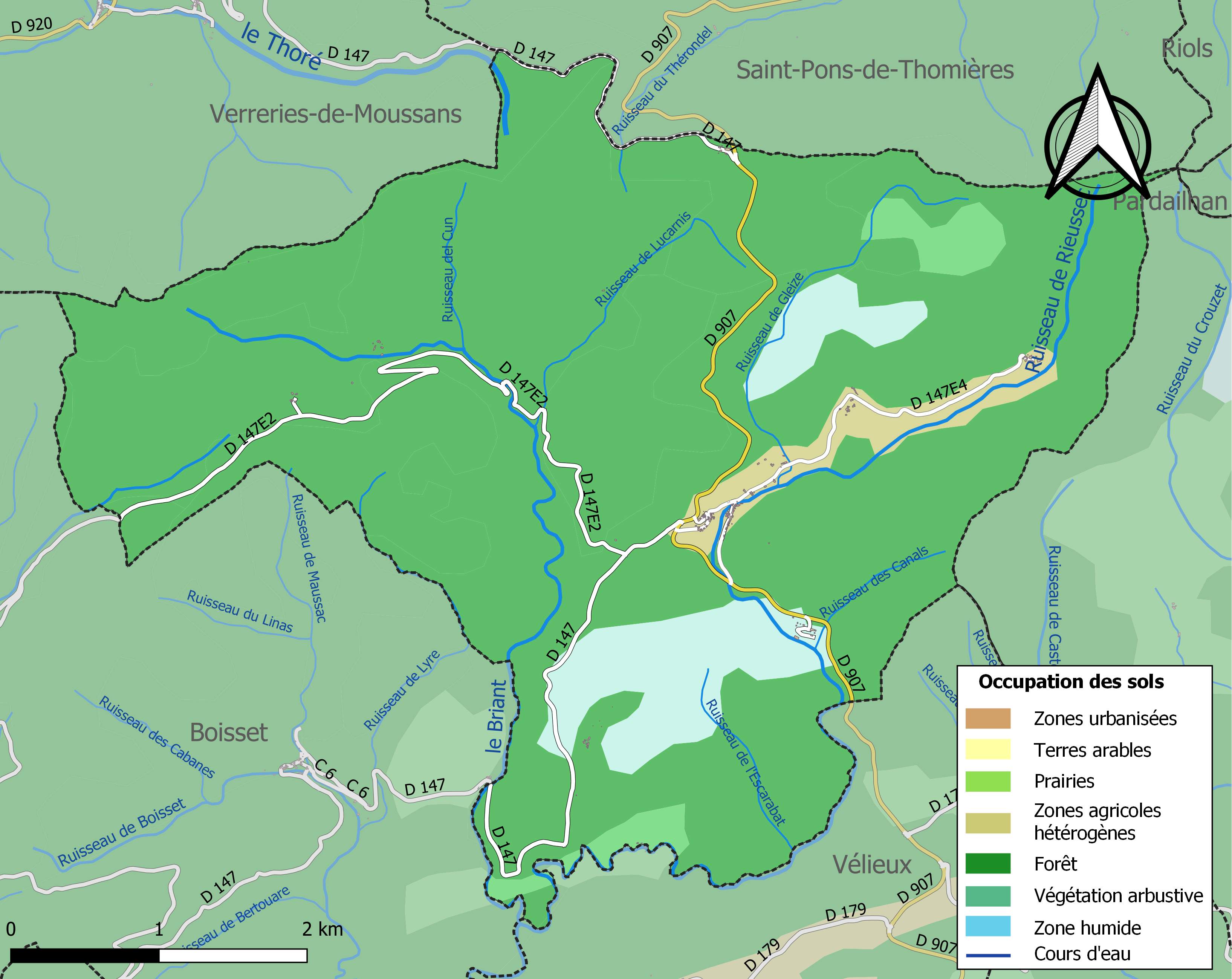
Carte des infrastructures et de l'occupation des sols de la commune en 2018 (CLC).

### Risques majeurs
Le territoire de la commune de Rieussec est vulnérable à différents aléas naturels : météorologiques (tempête, orage, neige, grand froid, canicule ou sécheresse), feux de forêts et séisme (sismicité très faible). Il est également exposé à un risque technologique,  le transport de matières dangereuses, et à deux risques particuliers : le risque minier et le risque de radon. Un site publié par le BRGM permet d'évaluer simplement et rapidement les risques d'un bien localisé soit par son adresse soit par le numéro de sa parcelle.

#### Risques naturels
Rieussec est exposée au risque de feu de forêt. Un plan départemental de protection des forêts contre les incendies (PDPFCI) a été approuvé en juin 2013 et court jusqu'en 2022, où il doit être renouvelé. Les mesures individuelles de prévention contre les incendies sont précisées par deux arrêtés préfectoraux et s’appliquent dans les zones exposées aux incendies de forêt et à moins de 200 mètres de celles-ci. L’arrêté du 25 avril 2002 réglemente l'emploi du feu en interdisant notamment d’apporter du feu, de fumer et de jeter des mégots de cigarette dans les espaces sensibles et sur les voies qui les traversent sous peine de sanctions. L'arrêté du 11 mars 2013 rend le débroussaillement obligatoire, incombant au propriétaire ou ayant droit,.

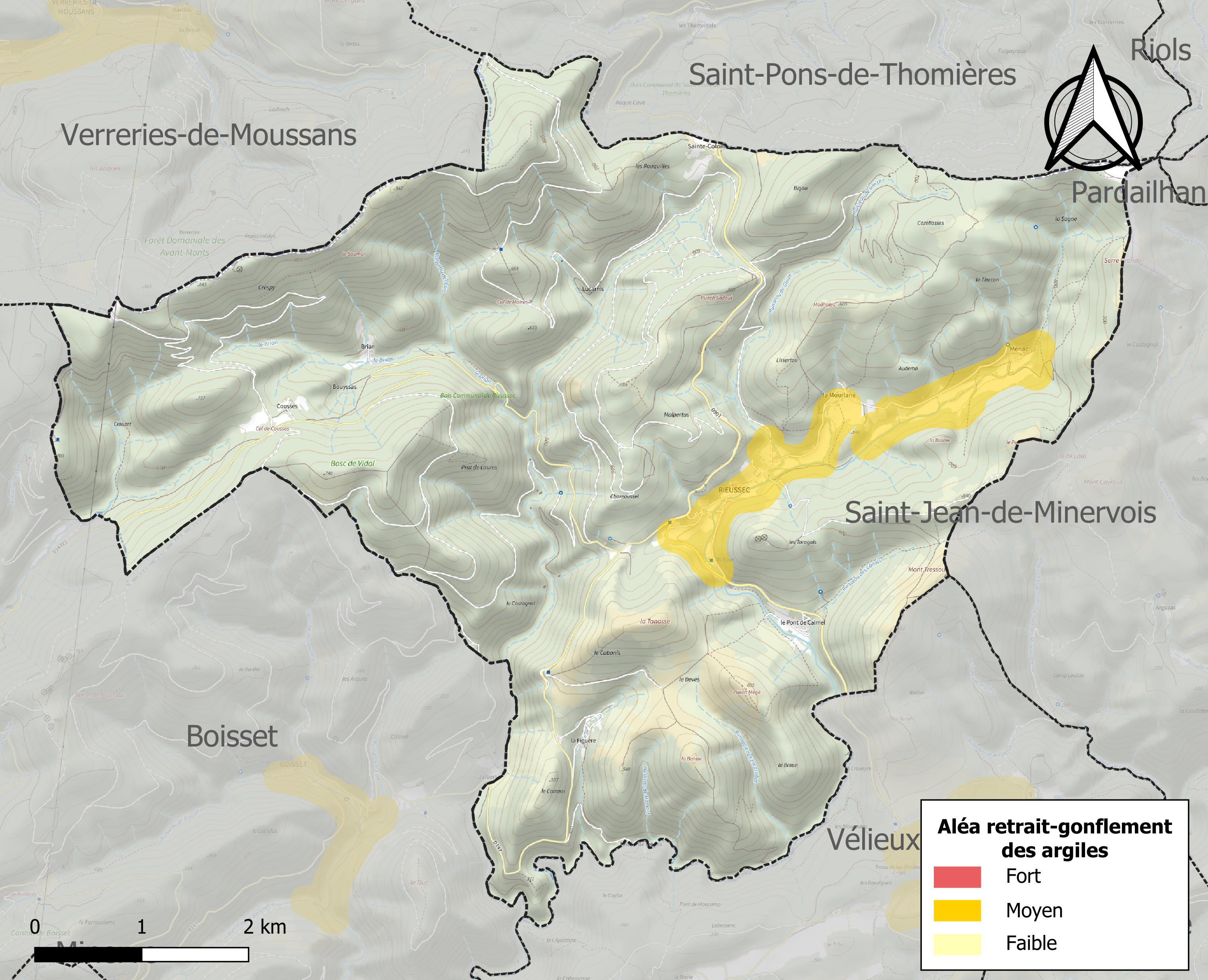
Carte des zones d'aléa retrait-gonflement des sols argileux de Rieussec.

Le retrait-gonflement des sols argileux est susceptible d'engendrer des dommages importants aux bâtiments en cas d’alternance de périodes de sécheresse et de pluie. 4,6 % de la superficie communale est en aléa moyen ou fort (59,3 % au niveau départemental et 48,5 % au niveau national). Sur les 93 bâtiments dénombrés sur la commune en 2019, 63 sont en aléa moyen ou fort, soit 68 %, à comparer aux 85 % au niveau départemental et 54 % au niveau national. Une cartographie de l'exposition du territoire national au retrait gonflement des sols argileux est disponible sur le site du BRGM,.
Par ailleurs, afin de mieux appréhender le risque d’affaissement de terrain, l'inventaire national des cavités souterraines permet de localiser celles situées sur la commune.
La commune a été reconnue en état de catastrophe naturelle au titre des dommages causés par les inondations et coulées de boue survenues en 1982, 1995, 1996 et 1999. 

#### Risques technologiques
Le risque de transport de matières dangereuses sur la commune est lié à sa traversée par des infrastructures routières ou ferroviaires importantes ou la présence d'une canalisation de transport d'hydrocarbures. Un accident se produisant sur de telles infrastructures est susceptible d’avoir des effets graves sur les biens, les personnes ou l'environnement, selon la nature du matériau transporté. Des dispositions d’urbanisme peuvent être préconisées en conséquence.

#### Risque particulier
L’étude Scanning de Géodéris réalisée en 2008 a établi pour le département de l’Hérault une identification rapide des zones de risques miniers liés à l’instabilité des terrains.  Elle a été complétée en 2015 par une étude approfondie sur les anciennes exploitations minières du bassin houiller de Graissessac et du district polymétallique de Villecelle. La commune est ainsi concernée par le risque minier, principalement lié à l’évolution des cavités souterraines laissées à l’abandon et sans entretien après l’exploitation des mines.
Dans plusieurs parties du territoire national, le radon, accumulé dans certains logements ou autres locaux, peut constituer une source significative d’exposition de la population aux rayonnements ionisants. Certaines communes du département sont concernées par le risque radon à un niveau plus ou moins élevé. Selon la classification de 2018, la commune de Rieussec est classée en zone 2, à savoir zone à potentiel radon faible mais sur lesquelles des facteurs géologiques particuliers peuvent faciliter le transfert du radon vers les bâtiments.

## Toponymie
Rieussec : « ruisseau sec ».
rector de Rivosicco,1351(pouillé); Rieusec de Minerve,1673

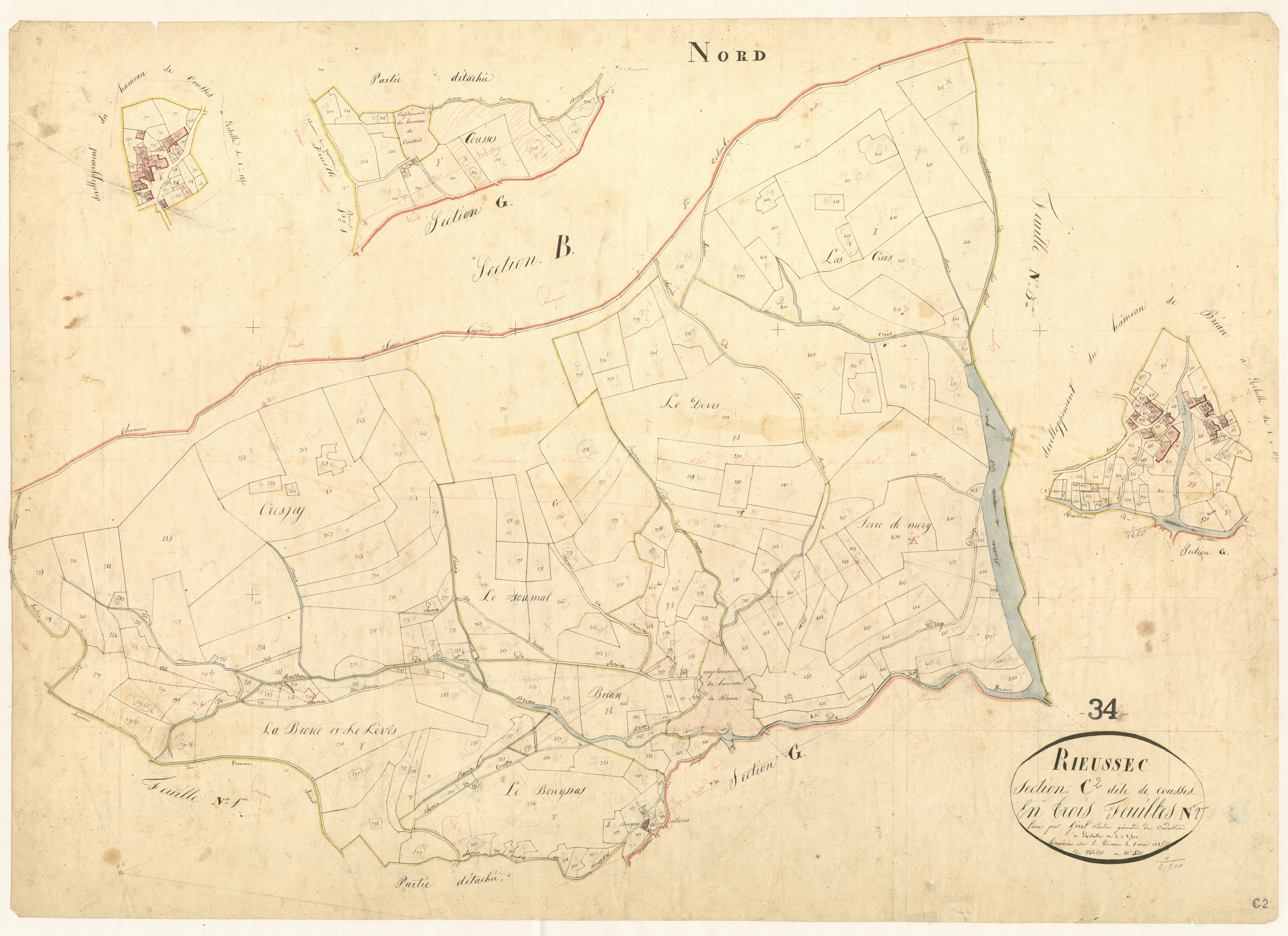
Cadastre napoléonien : section C2 de Cousses (1835).

## Politique et administration
| Période | Période  | Identité              | Étiquette | Qualité                                                        |
| ------- | -------- | --------------------- | --------- | -------------------------------------------------------------- |
| 1796    | 1798     | Azema                 |           |                                                                |
| 1798    | 1799     | Joseph Fraisse        |           |                                                                |
| 1799    | 1804     | Jean Fraisse          |           |                                                                |
| 1804    | 1815     | Jean Cabart           |           |                                                                |
| 1815    | 1832     | Joseph Fraisse        |           |                                                                |
| 1832    | 1840     | Just Mouly            |           |                                                                |
| 1840    | 1843     | Guibert               |           |                                                                |
| 1843    | 1848     | François Cabart       |           |                                                                |
| 1848    | 1849     | Pierre Pistre         |           |                                                                |
| 1849    | 1850     | Pierre Cabart         |           |                                                                |
| 1850    | 1851     | Marie Nicolas Guiraud |           |                                                                |
| 1851    | 1852     | Pierre Pistre         |           |                                                                |
| 1852    | 1853     | Philippe Calmel       |           |                                                                |
| 1853    | 1855     | Frédéric Boudet       |           |                                                                |
| 1855    | 1858     | Théodore Cullier      |           |                                                                |
| 1858    | 1865     | François Frances      |           |                                                                |
| 1865    | 1876     | François Cabart       |           |                                                                |
| 1876    | 1876     | Séraphin Fraisse      |           |                                                                |
| 1876    | 1888     | Jean Fabre            |           |                                                                |
| 1888    | 1898     | Edmond Bru            |           |                                                                |
| 1898    | 1900     | Pierre Frances        |           |                                                                |
| 1900    | 1906     | Jean Taillades        |           |                                                                |
| 1906    | 1912     | Séverin Roussel       |           |                                                                |
| 1912    | 1914     | Charles Frances       |           |                                                                |
| 1914    | 1919     | Alphonse Roussel      |           |                                                                |
| 1919    | 1925     | Laurent Roussel       |           |                                                                |
| 1925    | 1931     | Emile Gibernes        |           |                                                                |
| 1931    | 1944     | Antonin Roussel       |           |                                                                |
| 1944    | 1945     | Yves Jambon           |           | Président du Comité de libération de septembre 1944 à mai 1945 |
| 1945    | 1946     | Laurent Roussel       |           |                                                                |
| 1946    | 1950     | Arthur Bru            |           |                                                                |
| 1950    | 1965     | Antonin Roussel       |           |                                                                |
| 1965    | 1995     | Daniel Perrin         |           |                                                                |
| 1995    | 2006     | André Barreau         |           |                                                                |
| 2006    | En cours | Alain Mouly           | SE        | Retraité Fonction publique                                     |

## Démographie
L'évolution du nombre d'habitants est connue à travers les recensements de la population effectués dans la commune depuis 1793. Pour les communes de moins de 10 000 habitants, une enquête de recensement portant sur toute la population est réalisée tous les cinq ans, les populations de référence des années intermédiaires étant quant à elles estimées par interpolation ou extrapolation. Pour la commune, le premier recensement exhaustif entrant dans le cadre du nouveau dispositif a été réalisé en 2005.

En 2022, la commune comptait 82 habitants, en évolution de +18,84 % par rapport à 2016 (Hérault : +7,49 %, France hors Mayotte : +2,11 %).
| 1793 | 1800 | 1806 | 1821 | 1831 | 1836 | 1841 | 1846 | 1851 |
| ---- | ---- | ---- | ---- | ---- | ---- | ---- | ---- | ---- |
| 621  | 621  | 784  | 872  | 916  | 890  | 833  | 784  | 834  |

| 1856 | 1861 | 1866 | 1872 | 1876 | 1881 | 1886 | 1891 | 1896 |
| ---- | ---- | ---- | ---- | ---- | ---- | ---- | ---- | ---- |
| 800  | 738  | 320  | 315  | 301  | 312  | 341  | 313  | 297  |

| 1901 | 1906 | 1911 | 1921 | 1926 | 1931 | 1936 | 1946 | 1954 |
| ---- | ---- | ---- | ---- | ---- | ---- | ---- | ---- | ---- |
| 285  | 261  | 249  | 185  | 165  | 170  | 139  | 138  | 108  |

| 1962 | 1968 | 1975 | 1982 | 1990 | 1999 | 2005 | 2006 | 2010 |
| ---- | ---- | ---- | ---- | ---- | ---- | ---- | ---- | ---- |
| 79   | 70   | 62   | 71   | 54   | 76   | 90   | 93   | 91   |

| 2015 | 2020 | 2022 | - | - | - | - | - | - |
| ---- | ---- | ---- | - | - | - | - | - | - |
| 70   | 82   | 82   | - | - | - | - | - | - |

## Économie

### Emploi
|                | 2008   | 2013   | 2018 |
| -------------- | ------ | ------ | ---- |
| Commune        | 3,4 %  | 15 %   | 0 %  |
| Département    | 10,1 % | 11,9 % | 12 % |
| France entière | 8,3 %  | 10 %   | 10 % |

En 2018, la population âgée de 15 à 64 ans s'élève à 35 personnes, parmi lesquelles on compte 72,5 % d'actifs (72,5 % ayant un emploi et 0 % de chômeurs) et 27,5 % d'inactifs,. Depuis 2008, le taux de chômage communal (au sens du recensement) des 15-64 ans est inférieur à celui de la France et du département.
La commune est hors attraction des villes,. Elle compte 8 emplois en 2018, contre 13 en 2013 et 11 en 2008. Le nombre d'actifs ayant un emploi résidant dans la commune est de 25, soit un indicateur de concentration d'emploi de 31,5 % et un taux d'activité parmi les 15 ans ou plus de 40,5 %.
Sur ces 25 actifs de 15 ans ou plus ayant un emploi, 7 travaillent dans la commune, soit 28 % des habitants. Pour se rendre au travail, 89,7 % des habitants utilisent un véhicule personnel ou de fonction à quatre roues, 3,4 % les transports en commun et 6,9 % n'ont pas besoin de transport (travail au domicile).

### Activités hors agriculture
11 établissements sont implantés  à Rieussec au 31 décembre 2019.
Le secteur des autres activités de services est prépondérant sur la commune puisqu'il représente 36,4 % du nombre total d'établissements de la commune (4 sur les 11 entreprises implantées  à Rieussec), contre 8,1 % au niveau départemental.

### Agriculture
|               | 1988 | 2000 | 2010 | 2020 |
| ------------- | ---- | ---- | ---- | ---- |
| Exploitations | 11   | 4    | 3    | 1    |
| SAU (ha)      | 320  | 440  | 85   | 188  |

La commune est dans le « Soubergues », une petite région agricole occupant le nord-est du département de l'Hérault. En 2020, l'orientation technico-économique de l'agriculture  sur la commune est l'élevage d'équidés et/ou d' autres herbivores. Une seule  exploitation agricole ayant son siège dans la commune est recensée lors du recensement agricole de 2020 (onze en 1988). La superficie agricole utilisée est de 188 ha,,.

## Culture locale et patrimoine

### Lieux et monuments
- Église de la Présentation-du-Seigneur de Rieussec.

### Héraldique
|  | Les armoiries de Rieussec se blasonnent ainsi : Coupé : au premier d'or au mont de trois coupeaux de sinople mouvant de la partition, le coupeau central chargé de la lettre capitale R aussi d'or ; au second d'or au chef-pal de sable brochant sur une fasce ondée de tenné. Création Christian Roussel et Jean-Paul Fernon (juin 2011) |

### Personnalités liées à la commune
- Michel Tournier, né le 19 décembre 1924  Paris et mort le 18 janvier 2016 à Choisel, est un écrivain français. Ses ancêtres sont originaires de Rieussec et de Verreries-de-Moussans.